# Hôn nhân cùng giới ở Bắc Ireland
Hôn nhân cùng giới ở Bắc Ireland đã hợp pháp kể từ ngày 13 tháng 1 năm 2020, sau khi ban hành Đạo luật Bắc Ireland (Hình thành điều hành, v.v.) 2019. Lễ kết hôn đầu tiên diễn ra vào ngày 11 tháng 2 năm 2020. Quan hệ đối tác dân sự đã có sẵn cho các cặp cùng giới kể từ khi được Chính phủ Vương quốc Anh giới thiệu vào năm 2005.
Từ năm 2012 đến 2015, Quốc hội Bắc Ireland đã bỏ phiếu năm lần về hôn nhân cùng giới, và mặc dù nó đã được thông qua bởi đa số mỏng trong lần thử thứ năm, nhưng nó đã bị Đảng Liên minh Dân chủ phủ quyết sử dụng đơn kiến nghị quan tâm. Sau bầu cử Quốc hội Bắc Ireland 2017 không quyết định và không thành lập Ban điều hành Bắc Ireland trước hạn chót ngày 21 tháng 10 năm 2019, các điều khoản trong Đạo luật Bắc Ireland (Điều hành hình thành, v.v.) 2019 bắt buộc kết hôn cùng giới vào ngày 13 tháng 1 năm 2020. Các quy định thực hiện hôn nhân cùng giới đã được ký kết bởi Julian Smith, Ngoại trưởng Bắc Ireland, vào ngày 19 tháng 12 năm 2019. Chính khách đã đưa ra thời hạn 13 tháng 1 năm 2020 vào luật pháp, Nam tước Hayward, đã làm như vậy để cho phép có đủ thời gian để cập nhật tất cả các luật pháp bị ảnh hưởng bởi sự thay đổi, chẳng hạn như quyền lương hưu và trách nhiệm của cha mẹ. Hôn nhân của các cặp cùng giới đã được công nhận hợp pháp vào ngày 13 tháng 1 năm 2020, với các cặp vợ chồng tự do đăng ký ý định kết hôn và các cặp vợ chồng trước đó đã kết hôn ở nơi khác được công nhận từ ngày đó.

## Nỗ lực hợp pháp hóa hôn nhân cùng giới

### Quốc hội Bắc Ireland
Pháp luật cho phép công nhận hôn nhân cùng giới ở Bắc Ireland đã được tranh luận trong Hội đồng Bắc Ireland năm lần kể từ năm 2012. Trong bốn lần đầu tiên, chỉ có một số ít thành viên hội đồng bỏ phiếu ủng hộ cùng  hôn nhân -sex, mặc dù cuộc bỏ phiếu gần đây nhất về vấn đề này vào tháng 11 năm 2015 đã chứng kiến đa số MLAs bỏ phiếu ủng hộ hôn nhân cùng giới.
Vào ngày 1 tháng 10 năm 2012, phong trào đầu tiên của Hội đồng Bắc Ireland liên quan đến hôn nhân cùng giới đã được giới thiệu bởi Sinn Féin và Đảng Xanh. Chuyển động đã bị đánh bại 50-45.
Vào ngày 29 tháng 4 năm 2013, nỗ lực thứ hai để giới thiệu hôn nhân cùng giới đã bị đánh bại bởi Hội đồng Bắc Ireland 53-42, với Đảng Liên minh Dân chủ và Đảng Liên minh Ulster bỏ phiếu chống lại Sinn Féin, Đảng Dân chủ và Dân chủ Xã hội, Liên minh và Đảng Xanh bỏ phiếu ủng hộ.
Nỗ lực thứ ba vào ngày 29 tháng 4 năm 2014 đã bị đánh bại 51-43, với tất cả MLAs dân tộc (Sinn Féin và SDLP), hầu hết các nghị sĩ Liên minh và bốn đoàn viên (hai từ NI21 và hai từ UUP) ủng hộ.  Các đoàn viên còn lại (DUP, UUP, UKIP và Tiếng nói của Liên minh truyền thống và hai MLAs Liên minh đã bỏ phiếu chống lại.
Lần thử thứ tư vào ngày 27 tháng 4 năm 2015 cũng thất bại, 49-47.  Một lần nữa, Sinn Féin, SDLP và năm thành viên Liên minh đã bỏ phiếu ủng hộ, trong khi DUP và tất cả bốn thành viên UUP (đã được cấp phiếu bầu lương tâm) đã bỏ phiếu chống lại.
Vào ngày 2 tháng 11 năm 2015, Quốc hội Bắc Ireland đã bỏ phiếu lần thứ năm về câu hỏi hợp pháp hóa hôn nhân cùng giới.  Trong số 105 nhà lập pháp đã bỏ phiếu, 53 người ủng hộ và 51 người chống lại, lần đầu tiên đa số Quốc hội đã bỏ phiếu ủng hộ hôn nhân cùng giới.  Tuy nhiên, DUP lại lập bảng kiến nghị quan tâm có chữ ký của 32 thành viên, ngăn không cho bất kỳ hiệu lực pháp lý nào có hiệu lực.
Sinn Féin nói rằng luật pháp liên quan đến hôn nhân cùng giới sẽ là ưu tiên hàng đầu của đảng trong Hội đồng được bầu trong bầu cử tháng 5 năm 2016. Vào ngày 23 tháng 6 năm 2016, Bộ trưởng Tài chính Máirtín Ó Muilleoir tuyên bố ông đã yêu cầu các quan chức trong Điều hành bắt đầu soạn thảo luật cho phép kết hôn cùng giới, nói rằng MLAs sẽ bỏ phiếu về vấn đề này hơn là "buộc phải lập pháp [theo sau] một bản án bất lợi "tại tòa án. Vào tháng 10 năm 2016, Bộ trưởng thứ nhất Arlene Foster đã tái khẳng định sự phản đối của DUP đối với hôn nhân cùng giới, nói rằng đảng sẽ tiếp tục đưa ra một kiến nghị về mối quan hệ ngăn chặn hôn nhân cùng giới trong hội đồng trong năm năm tới. DUP giành được ít hơn 30 ghế tại Tháng 3 năm 2017, có nghĩa là họ mất quyền ngăn chặn một dự luật bằng cách sử dụng một bản kiến nghị quan tâm.  Tuy nhiên, có đủ các thành viên được bầu khác để cùng nhau đệ đơn kiến nghị, nếu một chính phủ chia sẻ quyền lực được khôi phục.

### Quốc hội Vương quốc Anh
Karen Bradley, Bộ trưởng Ngoại giao Bắc Ireland, đã tuyên bố vào tháng 2 năm 2018 rằng hôn nhân cùng giới có thể được pháp luật hóa tại Bắc Ireland bởi Quốc hội Anh,  và rằng Chính phủ bảo thủ có thể sẽ cho phép phiếu bầu lương tâm cho các nghị sĩ của mình nếu luật đó được đưa ra. Lao động MP Conor McGinn cho biết ông sẽ giới thiệu dự luật của thành viên tư nhân kéo dài hôn nhân cùng giới đến Bắc Ireland vào cuối tháng 3 năm 2018.
Dự luật Hôn nhân (Cặp đôi đồng tính) (Bắc Ireland)đã được giới thiệu tới Hạ viện vào ngày 28 tháng 3 năm 2018 và đã thông qua bài đọc đầu tiên. Lần đọc thứ hai của dự luật tại Commons đã bị chặn bởi Bảo thủ MP Christopher Chope vào ngày 11 tháng 5 năm 2018, và một lần nữa vào ngày 26 tháng 10, và đã được lên lịch lại để tranh luận vào ngày 23 tháng 11 năm 2018, trước khi được dời lại đến ngày 25 tháng 1 năm 2019. Một dự luật giống hệt đã được giới thiệu đến Hạ viện vào ngày 27 tháng 3 bởi Nam tước Hayward, và đã thông qua bài đọc đầu tiên vào ngày hôm đó, mặc dù trừ khi được chính phủ hỗ trợ, không có khả năng tiến triển thêm nữa.  . Vào tháng 3 năm 2019, Hayward đã rút một sửa đổi đối với một dự luật của chính phủ không liên quan, nếu được chấp nhận sẽ mở rộng hôn nhân cùng giới với Bắc Ireland. Nam tước Williams của Trafford đã từ chối sửa đổi và nói Chính phủ của Hoàng đế muốn Hội đồng Bắc Ireland hợp pháp hóa hôn nhân cùng giới. Hayward cho biết ông và các Lãnh chúa khác "đã rút tiền chiến thuật ngay hôm nay, nhưng chúng tôi sẽ trở lại, lần này để giành chiến thắng."
Vào ngày 1 tháng 11 năm 2018, đồng ý hoàng gia đã được cấp cho Đạo luật Bắc Ireland (Hình thành điều hành và thực thi chức năng) 2018, trong đó có các phần mô tả cấm kết hôn và phá thai cùng giới của Bắc Ireland là vi phạm nhân quyền. Luật pháp không hợp pháp hóa hôn nhân cùng giới ở Bắc Ireland, nhưng chỉ đạo Chính phủ Anh "ban hành hướng dẫn" cho công chức ở Bắc Ireland "liên quan đến sự không tương thích của quyền con người với [luật của khu vực về hai vấn đề]". Luật đã thông qua 207-117 tại Hạ viện.